# De Twee Gebroeders (Wijk en Aalburg)
De molen De Twee Gebroeders is een korenmolen aan de Maasdijk in de Noord-Brabantse plaats Wijk en Aalburg. Het is een ronde stenen stellingmolen uit 1872. In 1880 werd een stoommachine in een bijgebouw geplaatst om bij windstilte te kunnen malen. De molen fungeerde onder meer als schorsmolen voor de leerindustrie.
Tijdens de Tweede Wereldoorlog raakte de molen door oorlogshandelingen beschadigd. De schade werd hersteld, waarna de molen tot ca. 1954 in bedrijf was. Daarna werd de molen verkocht aan de Coöperatieve Boerenbond van Aalburg, die hem als opslagruimte gebruikte.
Het gevlucht is Oudhollands; de inrichting van de molen omvat 1 koppel maalstenen. In De Twee Gebroeders wordt nu op vrijwillige basis graan gemalen. De molen is sinds 1969 eigendom van Molenstichting het land van Heusden en Altena en is op afspraak te bezichtigen.